# ناون کوپرویز
ناون کوپرویز (انگلیسی: Navene Koperweis؛ زادهٔ ۳۱ مهٔ ۱۹۸۵) موسیقی‌دان، تهیه‌کننده اهل ایالات متحده آمریکا است.